# Déclenchement du travail
Le déclenchement du travail est l'ensemble des méthodes permettant d'aboutir à la naissance de l'enfant sans attendre la mise en route spontanée de l'accouchement.
- Le déclenchement du travail est parfois nécessaire car une maladie ou une pathologie au cours de la grossesse risque de provoquer des conséquences graves pour la mère ou le fœtus en cas de prolongation de la grossesse
- Il est parfois demandé par la femme pour des raisons strictement personnelles n'ayant aucun rapport avec un problème médical, par exemple mari présent uniquement tel jour.

## Définition
Intervention médicale visant à induire le travail avant que la nature ne l’ait fait spontanément. On distingue :
- Le déclenchement de convenance ou accouchement programmé réalisé toujours à terme
- Le déclenchement d’indication médicale réalisé parfois avant le terme

## Déclenchement d'indication médicale
Il intervient lorsque la prolongation de la grossesse fait courir un risque pour la santé de la femme enceinte ou de son fœtus. L'intérêt du déclenchement réside dans la réduction de la morbidité/mortalité materno-fœtale.
Le déclenchement artificiel du travail se fait, soit par administration intra-vaginale de prostaglandines, soit la perfusion d'ocytocine artificielle associée à une rupture de la poche des eaux (amniotomie).
Il nécessite un monitorage continu du rythme cardiaque du bébé (qui immobilise la parturiente) et provoque généralement des contractions de forte intensité, douloureuses, qui entraînent la mise en place d'une péridurale, avec pour conséquence un taux plus élevé d'extractions instrumentales (forceps ou ventouse).
Sa fréquence est croissante, atteignant un peu moins du quart des accouchements aux États-Unis.

### Indications
Les principales indications médicales de déclenchement sont :
- Un dépassement de terme (avec ou sans suspicion de postmaturité) au-delà de 41 semaines + 6 jours.
- La rupture prématurée de la poche des eaux qui entraîne un risque infectieux. Le délai d'expectative varie, en fonction des équipes obstétricales, typiquement de 24 à 96 heures.
- Un diabète gestationnel mal équilibré
- chorioamnionite
- mort foetale
- Un arrêt de croissance du fœtus (qu'il ne faut pas confondre avec un retard de croissance intra-utérin)
- L'hypertension artérielle avec signes fonctionnels, ou pré-éclampsie.
- Une pathologie maternelle aggravée par la grossesse (ex:cardiopathie) ou nécessitant un traitement urgent incompatible avec la grossesse (ex. : cancer).

## Déclenchement de convenance
Les principales indications non médicales du déclenchement artificiel en France sont :
- convenance de la patiente :
  - volonté de la patiente : désir d’abréger la grossesse,
  - motif organisationnel : organisation familiale,
  - motif psychologique : cause psychologique liée à l’anxiété, certitude de la péridurale par la présence de l’équipe médicale au complet, présence souhaitée de la sage-femme ou de l’obstétricien ;
- convenance des professionnels :
  - rationalisation du travail de l’équipe médicale et amélioration des conditions de sécurité,
  - planification journalière des accouchements : répartition temporelle de la charge de travail,
  - gestion des risques : présence de l’équipe obstétrico-pédiatrique au complet, et plus grande disponibilité des services annexes,
  - optimisation des moyens humains et solution au problème de démographie médicale : cas des anesthésistes en particulier mais également des obstétriciens et des pédiatres,
  - optimisation des capacités d’accueil,
  - point de vue juridique : limitation des risques et menaces médico-légales ;
- cause géographique et aménagement sanitaire du territoire :
  - L’accès aux soins : en dehors des pôles urbains, la fermeture des petites maternités réduit les choix des patientes et les oblige à se rendre dans une maternité assez éloignée de leur domicile,
  - Le surcroît de travail provoqué par l’afflux de nouvelles patientes à la suite de la fermeture de maternités, et l’éloignement de ces dernières constituent deux motifs majeurs afin de justifier la programmation des accouchements ;
- Autres motifs :
  - La société, les médias : effet de « mode »,
  - Respect du libre choix de la patiente.

Les études montrent qu’il existe une disparité importante concernant la fréquence du déclenchement de principe en termes d’indications non médicales suivant les caractéristiques des établissements et la région d’exercice. Les facteurs de variation sont fortement liés au contexte environnemental appréhendé d’un point de vue global :
- Contexte environnemental des maternités : région, localisation géographique de l’établissement (rural, péri-urbain, urbain), nombre de maternités, démographie médicale (nombre de gynécologues-obstétriciens, de pédiatres et d’anesthésistes par territoire de santé) ;
- Contexte organisationnel des maternités : différences en termes d’organisation des soins en fonction des maternités (statut de la maternité, taille, niveau, répartition des compétences obstétriciens/sages-femmes, mobilisation des effectifs médicaux, etc.).
- Comportement des professionnels de santé dans la région d’exercice.

D'un point de vue médical, le déclenchement de convenance ne devrait être pratiqué qu'à partir de 39 semaines d'aménorrhée, sur une femme qui n'a pas d'antécédent de césarienne, et avec un col de l'utérus « favorable » (ramolli et un peu ouvert), ce qui est quantifié par le score de Bishop. Les études épidémiologiques concordent sur une augmentation notable des risques (se traduisant par des taux plus élevés de césariennes) lorsque le score de Bishop est inférieur à 5 ou 6. Par conséquent, la recommandation actuelle est de ne déclencher que pour un score de Bishop supérieur ou égal à 7. Il faut savoir toutefois qu'à 290 jours d'âge gestationnel (41 semaines + 3 jours) et avec un col favorable, 95 % des femmes accouchent dans la semaine qui suit.
Il semble que l'incidence des césariennes soit moindre en cas de déclenchement artificiel de l'accouchement au-delà de 41 semaines de gestation.
Les critiques d'associations d'usagers reprochent aux professionnels de santé et aux pouvoirs publics une réticence à remettre en question une pratique dont le premier effet serait de minimiser le coût de la surveillance, en termes de ressources humaines, de compétences et de moyens financiers, au détriment de l'exercice du consentement éclairé. Les critiques d'experts portent essentiellement sur deux points :
1. Les études prospectives mesurent pour la plupart l'incidence de « l'intention de traiter » (intention to treat) et non du traitement en lui-même. Un nombre important de femmes placées par tirage au sort dans le groupe « déclenchement » (plus de 30 % dans certains cas) peuvent accoucher spontanément pendant le laps de temps (éventuellement plusieurs jours) qui sépare le tirage au sort de l'intervention. Il s'ensuit que les résultats les concernant ne devraient pas être associés à ceux du déclenchement.
2. La gestion de l'accouchement des femmes du groupe « surveillance » qui n'ont pas subi de déclenchement est loin d'être non-interventionniste ; beaucoup d'entre elles finissent par subir un déclenchement ou une césarienne du fait de risques plus anticipés que réels.

### Quelques observations
- Le taux de déclenchements (autres que pour les prématurés) a doublé en moins de 20 ans en France: de 10,3 % en 1981 à 20,3 % en 1998, selon l'enquête nationale périnatale de 1998, pour diminuer de manière non significative en 2003 (19,3 %)[7].
- Une proportion importante de ces déclenchements (très variable d'une maternité à l'autre) sont pratiqués sans aucune indication médicale :
  - […] « déclenchement de convenance » […] défini comme un accouchement de principe, programmé, sur rendez-vous : le déclenchement de convenance désigne tout déclenchement de travail, à terme, alors qu’il n’existe pas de pathologies maternelles ni fœtales le justifiant, c'est-à-dire sans indication médicale[8].
  - Dans l'étude de Goffinet et collègues[9] réalisée auprès de 38 maternités, portant sur 1 192 cas consécutifs de déclenchement, le taux global de déclenchement pour indication non médicale était de 24,8 % (n=295). Les raisons principales du déclenchement étaient la demande de la patiente (85,3 %), l’éloignement du domicile (8,5 %), l’organisation de la maternité (2,0 %), autres raisons (4,2 %)[10].

### Variabilité des taux
- Pour un taux de déclenchement compris entre 10 et 20 % dans la maternité d’exercice, le taux de déclenchement de convenance est d’environ 20 % ; pour un taux de déclenchement supérieur à 30 %, le taux de déclenchement de convenance est d’environ 50 %[11].
- Les maternités de niveau 1 et 2 qui ne disposent pas en permanence de tous les moyens en personnel et en équipement technique semblent plus anticiper les risques liés à l’accouchement ce qui se traduirait par davantage d’accouchements déclenchés. À l’inverse, dans la mesure où les maternités de niveau 3 sont les plus dotées en personnel et en moyens techniques elles semblent avoir moins recours aux techniques d’accouchements programmés par déclenchement[12].

Les recherches sur la physiologie de la parturition fournissent d'autres raisons d'attendre de le terme de la grossesse et donc de ne pas procéder à des déclenchements en l'absence de raison médicale. Des chercheurs de l'INSERM ont en effet démontré que la mère informe et prépare le fœtus à l'accouchement grâce à l'ocytocine, hormone responsable de la survenue des contractions. Sous l'action de cette hormone, les neurones fœtaux sont anesthésiés et donc prêts à affronter le traumatisme ou le manque d'oxygène inhérents à la naissance. Ces résultats ont également des implications sur la prévention des accouchements prématurés. Les substances habituellement administrées pour contrer l'action de l'ocytocine pourraient en effet empêcher les neurones fœtaux de se protéger en cas de complications.

## Contre-Indications
On peut retenir toutes les contre-indications à un accouchement par voie basse :
- disproportion fœto-pelvienne ;
- obstacle prævia : placenta, fibrome…
- bassin chirurgical ou traumatique ;
- présentation transverse ;
- grossesse triple (et plus) ;
- antécédent de lésions périnéales sévères ;
- prolapsus traité ;
- cerclage abdominal ;
- utérus pluri-cicatriciel, ou uni-cicatriciel (corporéale, ou cause itérative).

## Technique

### Conditions de réalisation
- Absence de contre-indications, confrontation fœtopelvienne satisfaisante
- Maturité fœtale bien évaluée. La datation de la grossesse doit être certaine
- Surveillance fœtale pendant le déclenchement
- Bilan biologique complet

### Conditions cervicales
Il existe plusieurs moyens de déclencher le travail. La méthode utilisée dépend de la maturité du col de l'utérus.
Afin d'évaluer précisément l'état du col, des scores ont été mis au point. Le plus utilisé est probablement le score de Bishop. Il est calculé à partir du toucher vaginal selon les 5 critères suivants.
|              | 0           | 1             | 2          | 3       |
| Dilatation   | fermé       | 1-2 cm        | 3-4 cm     | ≥ 5 cm  |
| Position     | Postérieure | Intermédiaire | Antérieure |         |
| Effacement   | Long        | Mi-long       | Court      | Effacé  |
| Consistance  | Rigide      | Intermédiaire | Souple     |         |
| Présentation | Mobile      | Amorcée       | Fixée      | Engagée |

Pour calculer le score de Bishop on additionne la valeur de chaque critère. Par exemple :
- un col long postérieur tonique fermé avec une présentation amorcée aura un score égal à 1.
- un col court antérieur souple ouvert à 2 cm avec une présentation mobile aura un score égal à 7.

Si le score est supérieur ou égal à 7, on considère que le col est favorable.

### Moyens médicamenteux

#### L'ocytocine
L'ocytocine est utilisée lorsque les conditions locales sont favorables (score de Bishop élevé) ou en cas de contre-indication aux autres méthodes médicamenteuses.
L'ocytocine est administrée par perfusion à l'aide d'un pousse seringue (ou compte-goutte) afin de maitriser précisément le débit. Les doses sont augmentées toutes les 30 minutes jusqu'à obtention de contractions suffisantes (3 par 10 minutes). L'évolution de la fréquence des contractions et surveillance du rythme cardiaque fœtal justifient un monitorage continu.
Il est recommandé de procéder le plus rapidement possible à l'amniotomie pour une efficacité optimale.

#### Les prostaglandines
Une prostaglandine synthase, la PGE2, synthétisée sous l'appellation dinoprostone, est généralement utilisée lorsque les conditions locales sont défavorables. Celle-ci se présente sous forme de gel que l'on met au fond du vagin ou sous la forme d'une mèche enduite de 10 mg de dinoprostone (nom commercial Cervidil). En cas de mauvaise réaction au déclenchement, la mèche peut alors être immédiatement retirée.
En 2011, les prostaglandines E2 sont la méthode la plus recommandée par le déclenchement du travail, quand le col de l'utérus est immature,.

#### Le misoprostol (Cytotec®)
Le misoprostol est un médicament anti-ulcéreux qui a également la propriété de provoquer des contractions et la maturation du col de l'utérus. Il est fréquemment utilisé pour l'avortement médicamenteux, en particulier dans les pays en développement. Il est cependant contre-indiqué par son fabricant pour le déclenchement des accouchements. Malgré cela, il est utilisé très fréquemment pour cette indication en raison de son faible coût et de sa facilité de conservation, y compris dans les pays développés. Cette utilisation est controversée en raison d'effets secondaires parfois graves, et son administration, bien qu'elle soit hors autorisation de mise sur le marché, se fait le plus souvent sans informer les femmes des risques, bénéfices et alternatives de cette méthode de déclenchement. Cette méthode nécessite également une surveillance importante par monitoring, ainsi que la présence d'un obstétricien et d'un anesthésiste, afin d'intervenir en pratiquant une césarienne d'urgence, si nécessaire. En comparaison des autres techniques mentionnées ici, son action est très difficilement réversible.

### Moyens mécaniques

#### Décollement des membranes
Cette méthode consiste à introduire un doigt au niveau du col et d'y effectuer une rotation afin de décoller les membranes du segment inférieur de l'utérus.
Cette action entraine la libération de prostaglandines et génère des contractions. Ces dernières ne déclenchent pas le travail systématiquement.
La répétition du décollement des membranes sur plusieurs jours permet d'améliorer son efficacité.

#### Rupture artificielle des membranes
L'amniotomie peut seule suffire à déclencher le travail. Actuellement, cette technique est associée à une perfusion d'ocytocine afin de potentialiser mutuellement leurs effets.

#### Sonde de Foley
D'après SOGC 2001 - 17 et recommandations de la HAS (à paraître)
Différentes méthodes mécaniques utilisées pour la maturation cervicale ont été décrites : sonde de Foley (avec ou sans perfusion saline extra-amniotique), dilatateurs naturels (laminaires) et dilatateurs synthétiques. Ces méthodes agissent en provoquant une dilatation du col par des pressions mécaniques et une augmentation de la production des prostaglandines naturelles. Les avantages avancés en faveur de ces méthodes mécaniques sont la simplicité d’usage, la réversibilité, le faible risque d’effets secondaires tels qu’une activité utérine excessive, et un coût réduit.
Pour provoquer la maturation cervicale, on introduit une sonde de Foley numéro 18 stérile dans le canal intracervical jusqu’à ce qu’elle dépasse l’orifice interne et on gonfle ensuite le ballonnet au moyen de 30 à 60 ml d’eau. On laisse alors la sonde en place jusqu’à ce qu’elle soit spontanément expulsée au cours des 24 heures suivantes. Certains font en sorte d’exercer une légère traction sur la sonde en l’attachant à l’intérieur de la jambe avec un ruban adhésif ou réalisent une injection extra-amniotique de une solution saline par la sonde. D’autres utilisent un dispositif à double ballonnet.
Une contre-indication absolue à la sonde de Foley est l’insertion basse du placenta. Les contre-indications relatives sont le saignement ante-partum, la rupture des membranes et la cervicite.
Aucun essai randomisé n’a encore été consacré à l’usage de la sonde de Foley, spécifiquement dans le cas des parturientes avec un antécédent de césarienne.
Plusieurs études ont montré que, comparée au gel de prostaglandine, la sonde de Foley n’entraînait aucune différence dans les taux de césarienne ou d’extractions instrumentales et de morbidité maternelle ou néonatale.
Les dilatateurs hygroscopiques et les sondes et ballonnets destinés à la maturation du col sont des méthodes sans danger et aussi efficaces que les autres moyens de maturation cervicale. Cependant aucune de ces méthodes n’a donné de meilleurs résultats en ce qui concerne le mode d’accouchement et le devenir périnatal. Leurs avantages résident dans leur prix réduit, leur faible taux d’effets secondaires et d’hyperstimulation utérine.
La recommandation du SOGC 2001 a conclu que la nature hétérogène des résultats des travaux analysés ne permettait pas de tirer des conclusions nettes sur l’efficacité de la sonde de Foley, comparée à d’autres méthodes. Les études complémentaires sont nombreuses, elles confirment l’efficacité relative de la sonde de Foley dont l’intérêt principal semble résider dans son faible coût. Une étude parue en 2011 démontre que les moyens mécaniques de déclenchement du travail provoquent, de manière générale, moins d'effets secondaires que les prostaglandines, notamment moins d'hyperstimulations utérines et moins d'anomalies du rythme cardiaque fœtal.
Cette méthode est peu utilisée en France et la perception qu’en ont les femmes enceintes est généralement mauvaise.

## Risques
Les risques de l'induction d'un accouchement peuvent être :
- travail plus long et plus douloureux ;
- augmentation du taux de césarienne et d'extractions instrumentales : 20 % des déclenchements du travail se terminent par une césarienne et 15 % nécessitent une extraction instrumentale ;
- prolapsus du cordon ombilical, nécessitant généralement une césarienne ;
- Mauvais positionnement de la tête du fœtus, nécessitant également généralement une césarienne ;
- Hyperstimulation utérine, entraînant des souffrances fœtales et maternelles : les multipares et les femmes ayant déjà accouché par voie basse y sont plus fréquemment sujettes ;
- rupture utérine ;
- hyponatrémie ;
- échec du processus de déclenchement, quel qu'il soit. L'alternative consiste alors entre un second essai et la programmation d'une césarienne.